# نصیر أحمد خان البلند شهري
نصیر أحمد خان البُلند شهري (1918-2010) عالم مسلم هندي تخصص في الحديث، كما كان عالمًا بالفلك. درَّس في دار العلوم ديوبند قُرابة خمسةٍ وستين عامًا، منها اثنين وثلاثين عامًا درَّس فيها صحيح البخاري.